# 馬希亞
25°02′S 33°06′E / 25.033°S 33.100°E

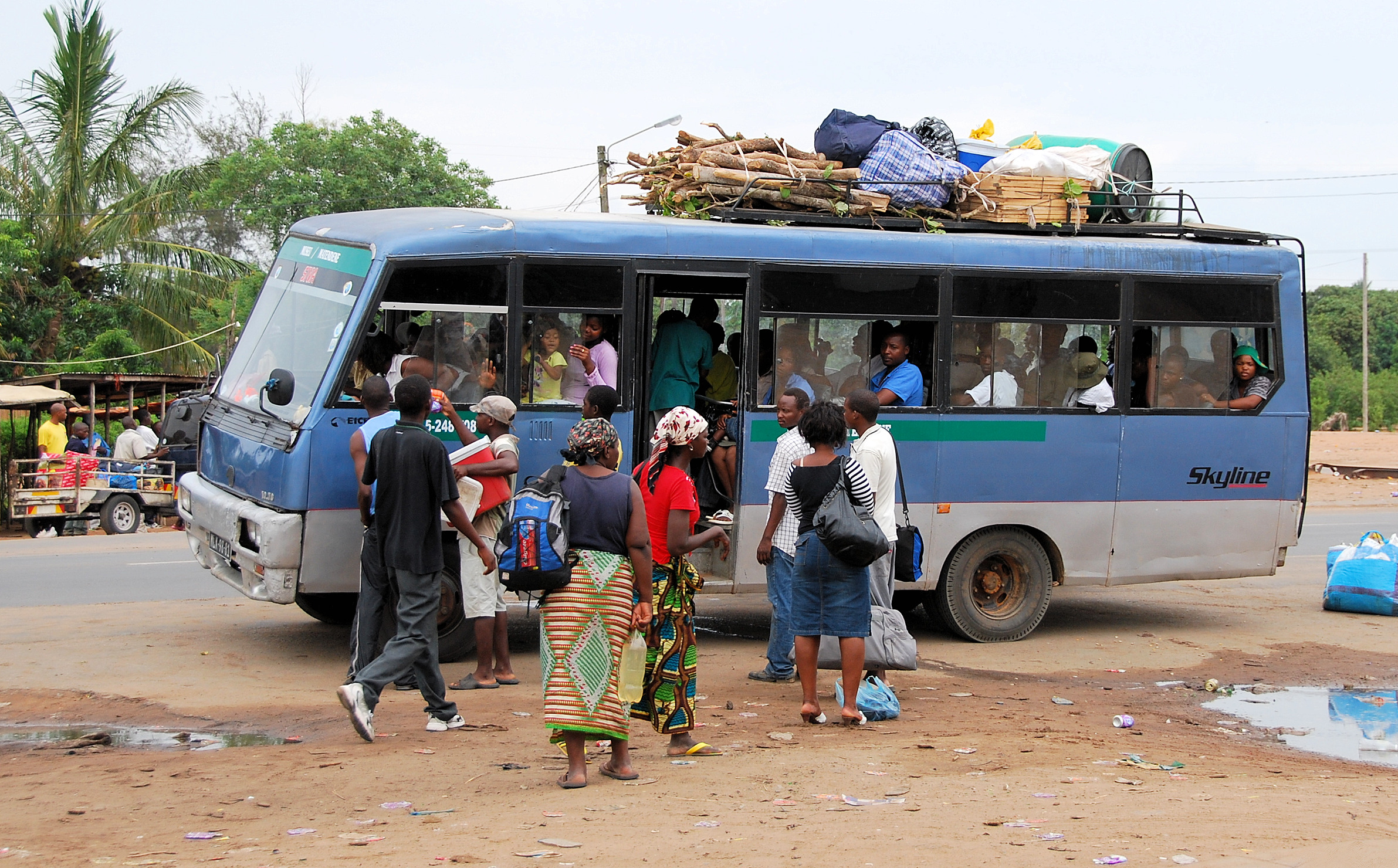
馬希亞的巴士

馬希亞（葡萄牙語：Macia），是莫桑比克的城鎮，位於該國南部，由加扎省負責管轄，是比倫內馬希亞區的首府，附近的村落處於貧窮狀態，2008年人口24,153。